# Грабинская, Мирослава Васильевна
Мирослава Васильевна Грабинская (девичья фамилия Якивчик; 22 мая 1984, Львов) — украинская шахматистка, гроссмейстер (2005) среди женщин.
Закончила Львовский Национальный Университет «Львовская Политехника» по специальности прикладная лингвистика (английский и немецкий язык).
Жена заслуженного тренера Украины Владимира Грабинского. Дочь — Анна.
| Графики недоступны из-за технических проблем. См. информацию на Фабрикаторе и на mediawiki.org. |